# 얀 코마사
얀 타데우시 코마사(폴란드어: Jan Tadeusz Komasa, 1981년 10월 28일 ~ )는 폴란드의 영화 감독, 영화 각본가, 프로듀서이다.

## 작품 목록
- 수어싸이드 룸 (2011)
- 워소 업라이징 (2014, 다큐)
- 바르샤바 1944 (2014)
- 문신을 한 신부님 (2019)
- 헤이터 (2020)